# Schizophrenia
Schizophrenia é o segundo álbum de estúdio do Sepultura, lançado em 1987 pela Cogumelo Records. É o primeiro a contar com Andreas Kisser. Foi gravado em Belo Horizonte no J.G. Estúdio em agosto de 1987. O som da banda passou a mostrar mais influências do thrash metal, em oposição ao lançamento anterior, Morbid Visions, essencialmente um álbum de death metal.
A faixa bônus "Troops Of Doom", originalmente do álbum Morbid Visions, foi regravada para Schizophrenia e mixada por Scott Burns em 1990 na Flórida.
Conforme Max Cavalera, em seu livro autobiográfico (My Bloody Roots, publicado em 2013), a música "To The Wall" (em Português: Para A Parede) foi inspirada numa abordagem policial sofrida pelos  integrantes do Sepultura em 1985. Max explicou que, certa vez, eles estavam andando à noite, quando foram abordados por policiais que os prenderam por estarem sem identidade, ocasião na qual os policiais também os teriam ofendido por serem metaleiros.
O álbum foi regravando por Cavalera, incluindo os membros original do Sepultura Max e Igor Cavalera, que foi lançado em 21 de junho de 2024.

## Estilo musical
Andreas afirma que, ao entrar no Sepultura em 87:
| “ | ... trouxe algumas novas influências - heavy metal tradicional e um estilo mais melódico. Foi uma reunião imediata das mentes. Entendemos o que os outros viam musicalmente e nós soubemos que nós poderíamos encontrar uma maneira de colocar todas as nossas influências juntas e fazer o trabalho. | ” |

| Críticas profissionais                                                      | Críticas profissionais |
| Avaliações da crítica                                                       | Avaliações da crítica  |
| Fonte                                                                       | Avaliação              |
| --------------------------------------------------------------------------- | ---------------------- |
| allmusic                                                                    | [ 1 ]                  |
| Esta tabela precisa de ser acompanhada por texto em prosa. Consulte o guia. |                        |

## Faixas
Letras escritas por Max Cavalera e  Andreas Kisser. Músicas compostas por Sepultura.
| N.º | Título                                | Duração |  |
| 1.  | "Intro"                               | 0:31    |  |
| 2.  | "From the Past Comes the Storms"      | 4:55    |  |
| 3.  | "To the Wall"                         | 5:36    |  |
| 4.  | "Escape to the Void"                  | 4:38    |  |
| 5.  | "Inquisition Symphony" (instrumental) | 7:13    |  |
| 6.  | "Screams Behind the Shadows"          | 4:48    |  |
| 7.  | "Septic Schizo"                       | 4:31    |  |
| 8.  | "The Abyss" (instrumental)            | 1:01    |  |
| 9.  | "R.I.P. (Rest in Pain)"               | 4:36    |  |

| Versão de 1990 | |         |  |
| N.º            | Título | Duração |  |
| 10.            | "Troops of Doom" (Regravada em 1990. Música e letra por Igor Cavalera, Jairo Guedez, Max Cavalera e Paulo Jr.) | 3:17    |  |

| Versão de 1997 |                                              |         |  |
| N.º            | Título                                       | Duração |  |
| 11.            | "The Past Reborns the Storms (Demo Version)" | 5:08    |  |
| 12.            | "Septic Schizo (Rough Mix)"                  | 4:34    |  |
| 13.            | "To the Wall (Rough Mix)"                    | 5:31    |  |

## Créditos

### Sepultura
- Max Cavalera - Vocal, Guitarra Base
- Andreas Kisser - Guitarra Solo, Violão
- Paulo Jr. - Baixo
- Igor Cavalera - Bateria

### Músicos Convidados
- Henrique Portugal - Teclados[6]

### Ficha técnica
- Produção: Sepultura e Tarso Senra.
- Masterização: Sepultura e Tarso Senra.
- Remasterização: Mike Fuller, no Fullersound, em Miami, Flórida, em agosto de 1990.
- Sintetizadores: Henrique Portugal (Pouso Alto / Skank).
- Violinos: Paulo Gordo.
- Fotos: Fabiana.
- Todas as músicas compostas pelo Sepultura.
- Todas as letras escritas por Max Cavalera e Andreas Kisser, exceto "To The Wall", escrita por Korg (Chakal).
- A faixa adicional "Troops of Doom" foi escrita e composta por Max Cavalera, Jairo T., Paulo Jr. e Igor Cavalera, e aparece originalmente no primeiro álbum do Sepultura, Morbid Visions, de 1986. "Troops of Doom" foi regravada em agosto de 1990 no JG Studio. Produzida por Sepultura, gravada por Gauguim e mixada por Scott Burns no Morrisound Studios, Tampa, Flórida.

## Arte da capa
A capa do álbum por Ibsen Otoni foi inspirando pelo álbum de 1982 da banda Alemanha Scorpions Blackout e o álbum de 1985 da banda Anthrax Spreading the Disease.

## Paradas
| Parada (2022)  | Peak position |
| -------------- | ------------- |
| Portugal (AFP) | 34            |